# Aquiles Guzman
Aquiles Guzman est un boxeur vénézuélien né le 13 avril 1965 à Barcelona.

## Carrière sportive
Passé professionnel en 1985, il devient champion du Venezuela des poids mouches en 1991 puis champion du monde WBA de la catégorie le 26 septembre 1992 après sa victoire aux points contre Kim Yong-kang. Guzman perd son titre dès le combat suivant face à David Griman le 15 décembre 1992 ainsi que trois autres championnats du monde. Il met un terme à sa carrière en 2001 sur un bilan de 14 victoires et 14 défaites.